# Neidpath Castle

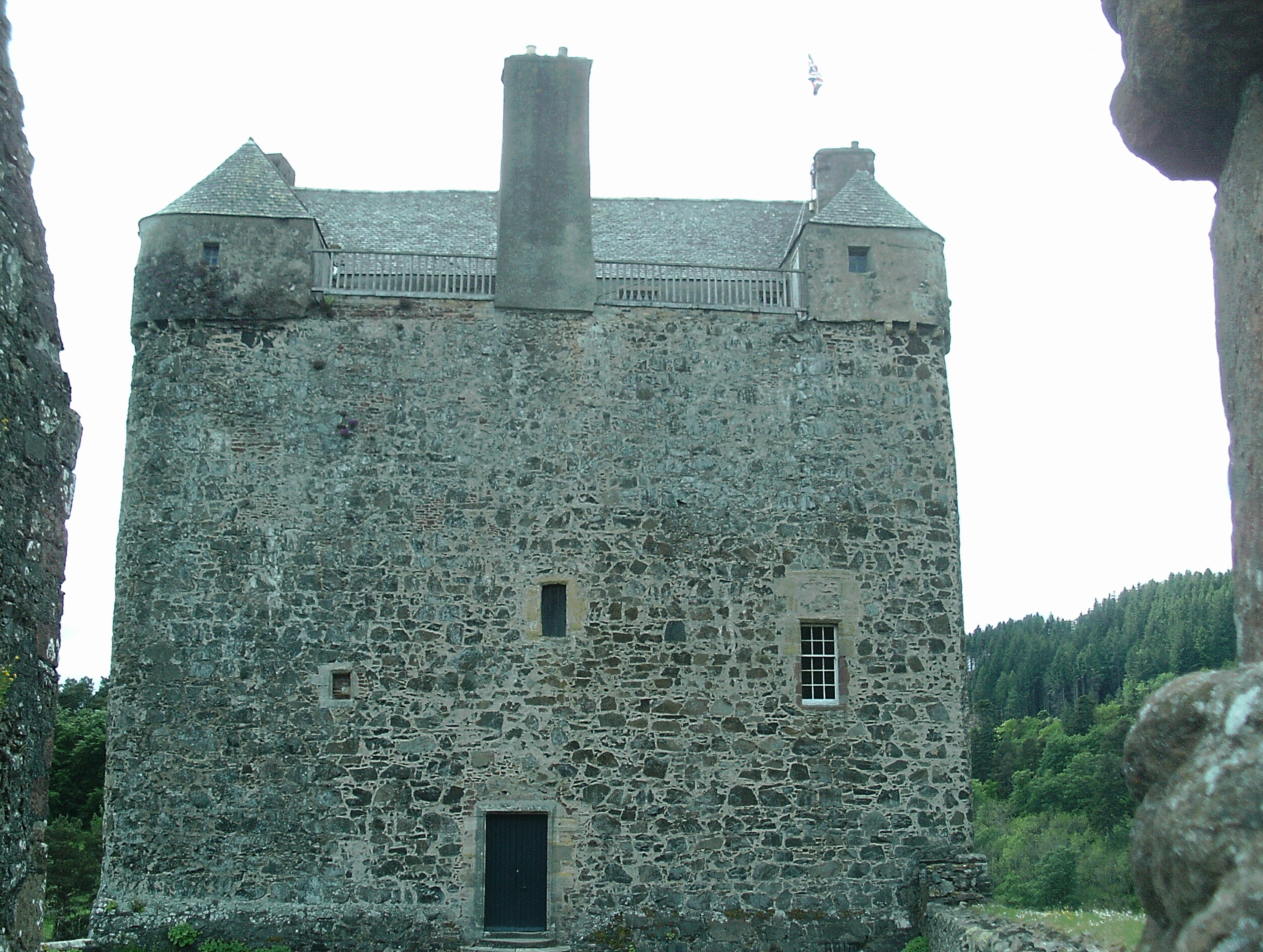
Neidpath Castle

Neidpath Castle is een kasteel in Peebles in het Schotse raadsgebied Scottish Borders. Het dateert oorspronkelijk uit de veertiende eeuw en is sinds 1810 in handen van de earl van Wemyss. Deze burcht aan de oever van de Tweed is een goed bewaard voorbeeld van eclectische architectuur uit de zestiende en zeventiende eeuw.

## Opbouw

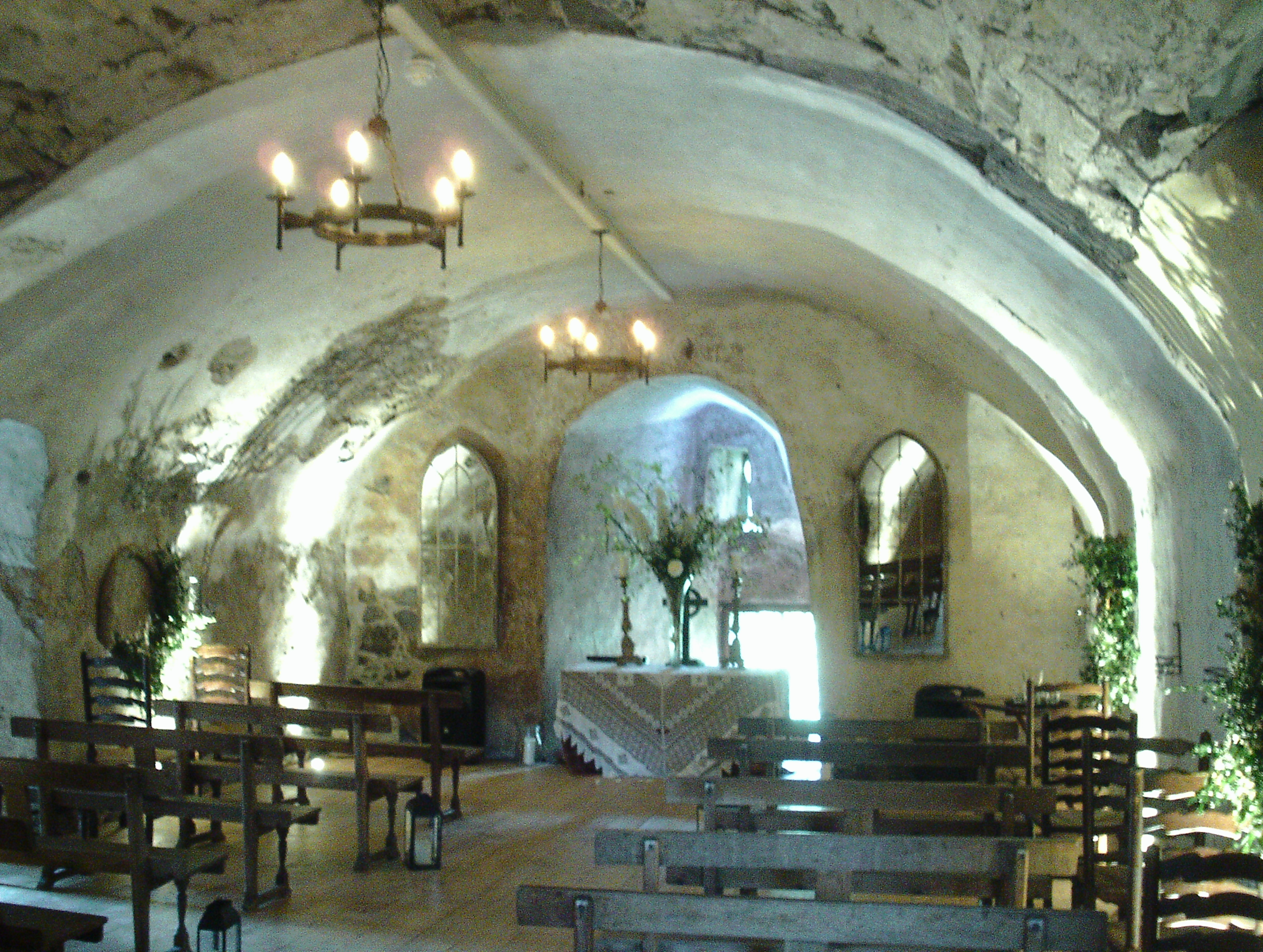
De 14de-eeuwse grote hal

Het oudste gedeelte van Neidpath Castle is de grote hal, die waarschijnlijk omstreeks 1390 voltooid was. De ouderdom van deze ruimte blijkt tevens uit het feit dat ze niet beveiligd is tegen kanonnen, die nog niet in gebruik waren. De centrale hal is als kapel en receptieruimte ingericht. In de wandnissen zijn authentieke middeleeuwse zitbanken uitgehouwen.
De plattegrond van het kasteel heeft een L-vormige structuur, waarschijnlijk het werk van de Normandische ridder William II de Haya, sheriff van Peebles. Een ongeveer 25 meter lange voorgevel staat schuin op een 15 meter lange en een 25 meter lange zijgevel, waardoor het gebouw asymmetrisch is. De muren zijn ongeveer drie meter dik. Het kasteel heeft twee verdiepingen, waarvan de bovenverdieping in de jaren negentig van de zestiende eeuw middels een houten plafond nogmaals in tweeën verdeeld werd. In de kelder bevinden zich een kerker en een waterput.
De hedendaagse ingang van het kasteel leidt rechtstreeks naar de oude centrale hal; de oorspronkelijke ingang werd tot een raam omgebouwd. Aan het achterste uiteinde van de hal bevinden zich twee wenteltrappen: een smalle voor dienstpersoneel en een brede voor belangrijke gasten.
Het torenblok meet 18,4 bij 9,6 meter en heeft een 5,6 meter uitstekend gedeelte, dat rust op een rots boven de rivier. Staande op het platform tussen de beide torentjes heeft men uitzicht over de riviervallei met een keienstrand waar Robert Louis Stevenson geregeld kwam zwemmen. De onregelmatig gevormde torens zijn gedeeltelijk hoekig, gedeeltelijk afgerond. Op het torenblok van Neidpath Castle werd in vroeger tijden een baken aangestoken dat zichtbaar was vanuit Horsburgh Castle aan de andere kant van Peebles.
Door plaatsing van de houten vloer op de eerste verdieping, waarmee circa 1590 in de hal een extra verdieping ontstond, werd een mezzanine voor minstrelen geschapen. De bovenverdieping is met tussenwanden onderverdeeld in kleinere ruimten, waaronder een eetzaal, slaapkamers, een badkamer en modern sanitair. In een van deze ruimten is een minimuseum ondergebracht, met diverse artefacten, munten en kogels die tijdens verbouwingswerkzaamheden werden aangetroffen, alsook gemummificeerde ratten.
Een deel van het torenblok was omstreeks 1790 ingestort. Dit werd door middel van een houten dak gereconstrueerd. Hier bevindt zich een modern ingerichte keuken.
De buitengebouwen zijn ruïnes. Vóór het kasteel staan nog sporen van een bakkerij en een brouwerij. Neidpath Castle heeft geen gording, maar wel een barokke toegangspoort met een gebeeldhouwde geit, het embleem van de familie Hay.

## Geschiedenis

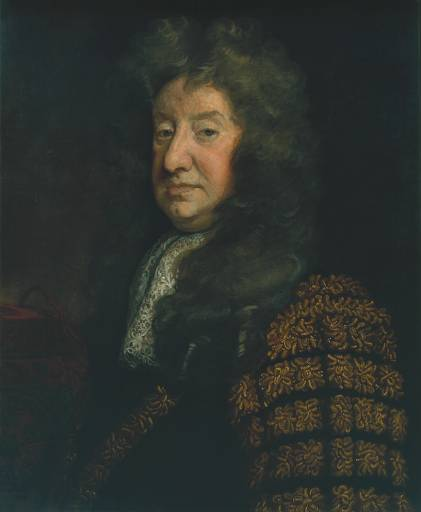
John Hay, eerste Markies van Tweeddale

De vroegste voorloper van Neidpath Castle was wellicht een houten kasteel, gebouwd door Sir Gilbert Fraser omstreeks 1190 op het landgoed dat destijds Jedderfield heette. Het landgoed bleef eigendom van de Clan Fraser tot 1306, toen Sir Simon Fraser door Eduard I van Engeland werd terechtgesteld wegens zijn aandeel in de Eerste Schotse Onafhankelijkheidsoorlog. Daarop werd het kasteel door de Engelsen platgebrand.
Frasers dochter Mary huwde in 1312 met Sir Gilbert de la Haye, waardoor de kasteelruïne in handen van de Clan Hay kwam. Een afstammeling van Sir Gilbert, Thomas de la Haye, overleden in 1397, was sheriff van Peebles en trouwde met Joanna Gifford, erfgename van Yester Castle in Gifford. Yester Castle werd de hoofdresidentie van de Hays, terwijl Neidpath als buitenverblijf in gebruik bleef. Het was wellicht deze Thomas (of William) Hay die Neidpath Castle herbouwde.
De burcht bleef eigendom van de Hays tot 1686. Anno 1563 bracht Maria I van Schotland een bezoek aan Neidpath Castle; Jacobus VI bezocht het slot in 1587. John Hay werd in 1633 door Karel I tot eerste Markies van Tweeddale verheven. Het kasteel werd tijdens de Engelse Burgeroorlog ingenomen door de troepen van Oliver Cromwell.
Na de Restauratie voerde John Hay renovatiewerkzaamheden aan zijn beschadigde kasteel uit. De rij venijnbomen die hij aanplantte, is bewaard. De markies kon de werken echter niet bekostigen en werd failliet verklaard; in 1686 verkocht hij Neidpath Castle aan William Douglas, eerste hertog van Queensberry.
Het kasteel keerde desondanks indirect terug in het bezit van de Hays, doordat Jean Hay, de dochter van de markies, trouwde met William Douglas de jongere, die Neidpath in 1693 van zijn vader had gekregen. Voor deze William Douglas werd in 1697 de titel earl van March gecreëerd.

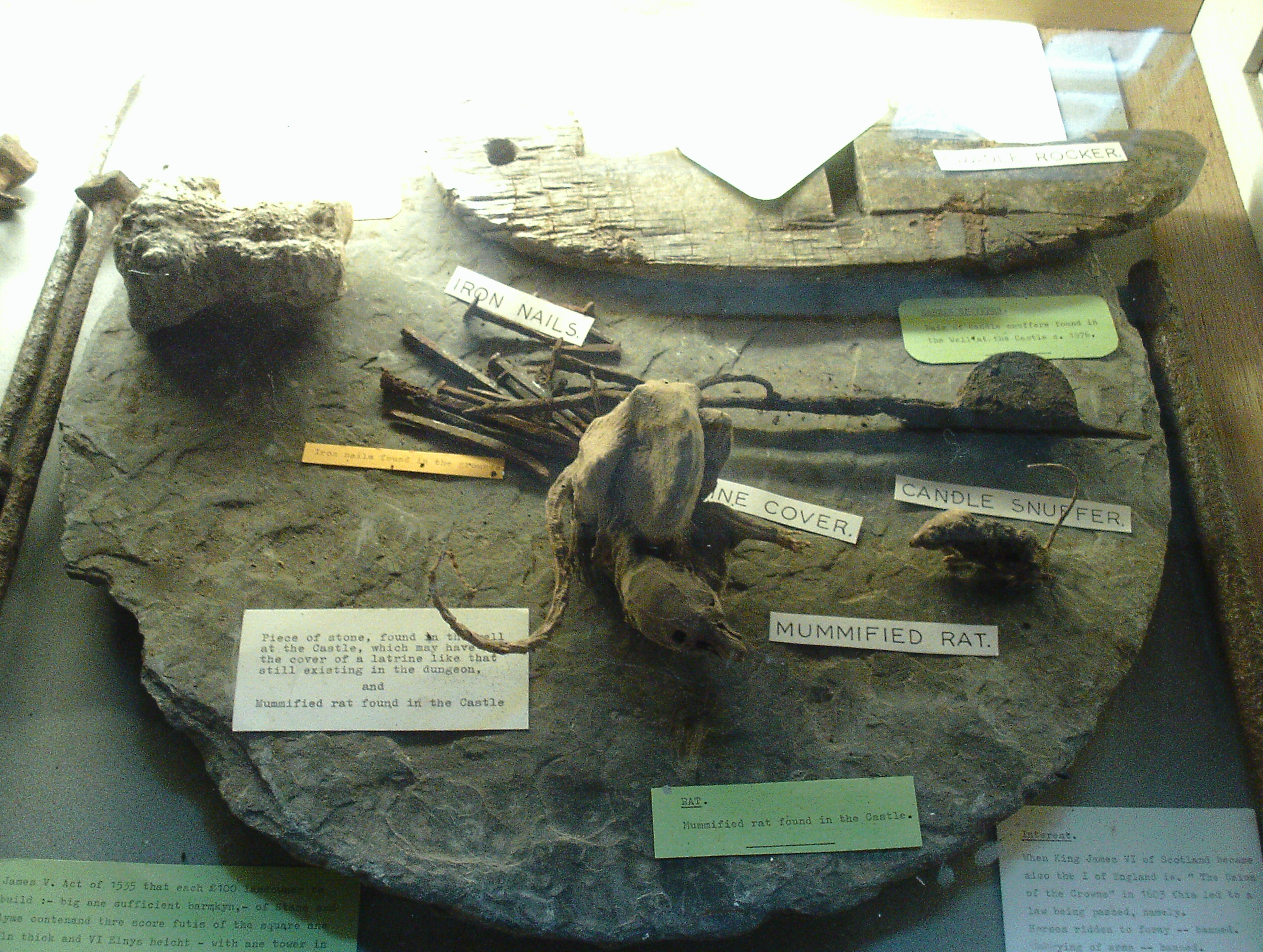
Aangetroffen voorwerpen, uitgestald in het privémuseum in het kasteel

Tijdens de achttiende eeuw werd het kasteel verwaarloosd. De zoon van William Douglas de jongere woonde nog in Neidpath tot zijn dood in 1731, waarna de derde earl van March tevens de vierde hertog van Queensberry werd. Daar de hertog van Queensberry meerdere residenties te zijner beschikking had, verhuurde hij Neidpath Castle. Omstreeks 1790 stortte een deel van de toren in.
De titels van de familie Douglas waren in 1756 verbeurdverklaard doordat David Wemyss had deelgenomen aan de Jakobitische opstand van 1745; zijn zoon Francis’ aanspraak op de titel de zevende earl van Wemyss werd hierdoor nooit erkend. Diens kleinzoon, Francis Douglas, werd in 1810 de vierde earl van March na de dood van zijn achterneef, de vierde hertog van Queensberry.
In 1826 verkreeg Francis Douglas het herstel van de titel earl van Wemyss, waardoor de titels earl van March en earl van Wemyss in zijn persoon gecombineerd werden tot earl van Wemyss en March.
De earls van Wemyss en March zijn in de eenentwintigste eeuw nog steeds eigenaar van Neidpath Castle. Het kasteel kan als vakantiewoning worden gehuurd, alsook voor huwelijks- en andere feesten. Privérondleidingen zijn op afspraak beschikbaar en worden verzorgd door de eigenares, die met een kleinzoon van de twaalfde earl van Wemyss is gehuwd.

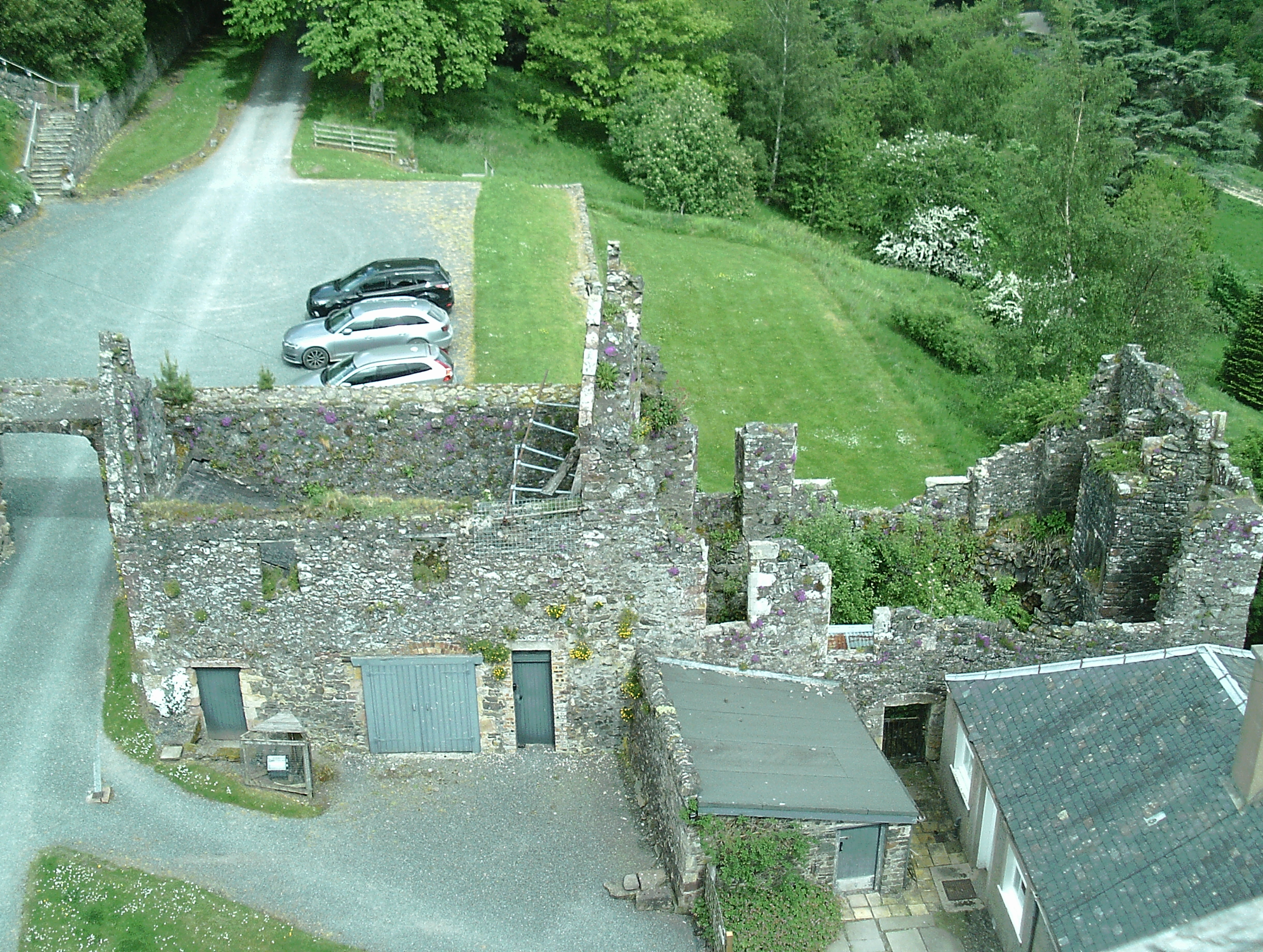
Buitengebouwen
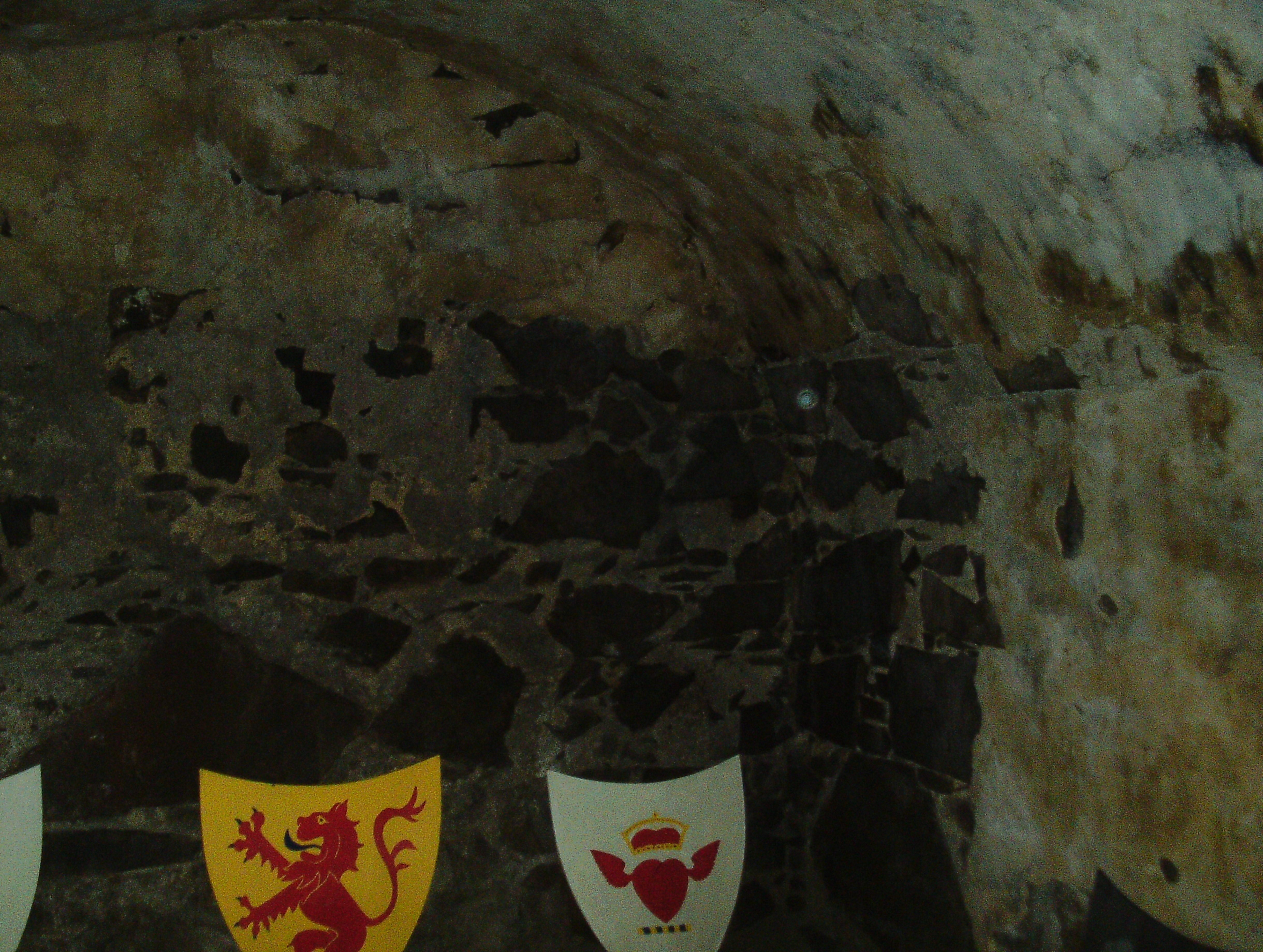
Kerker
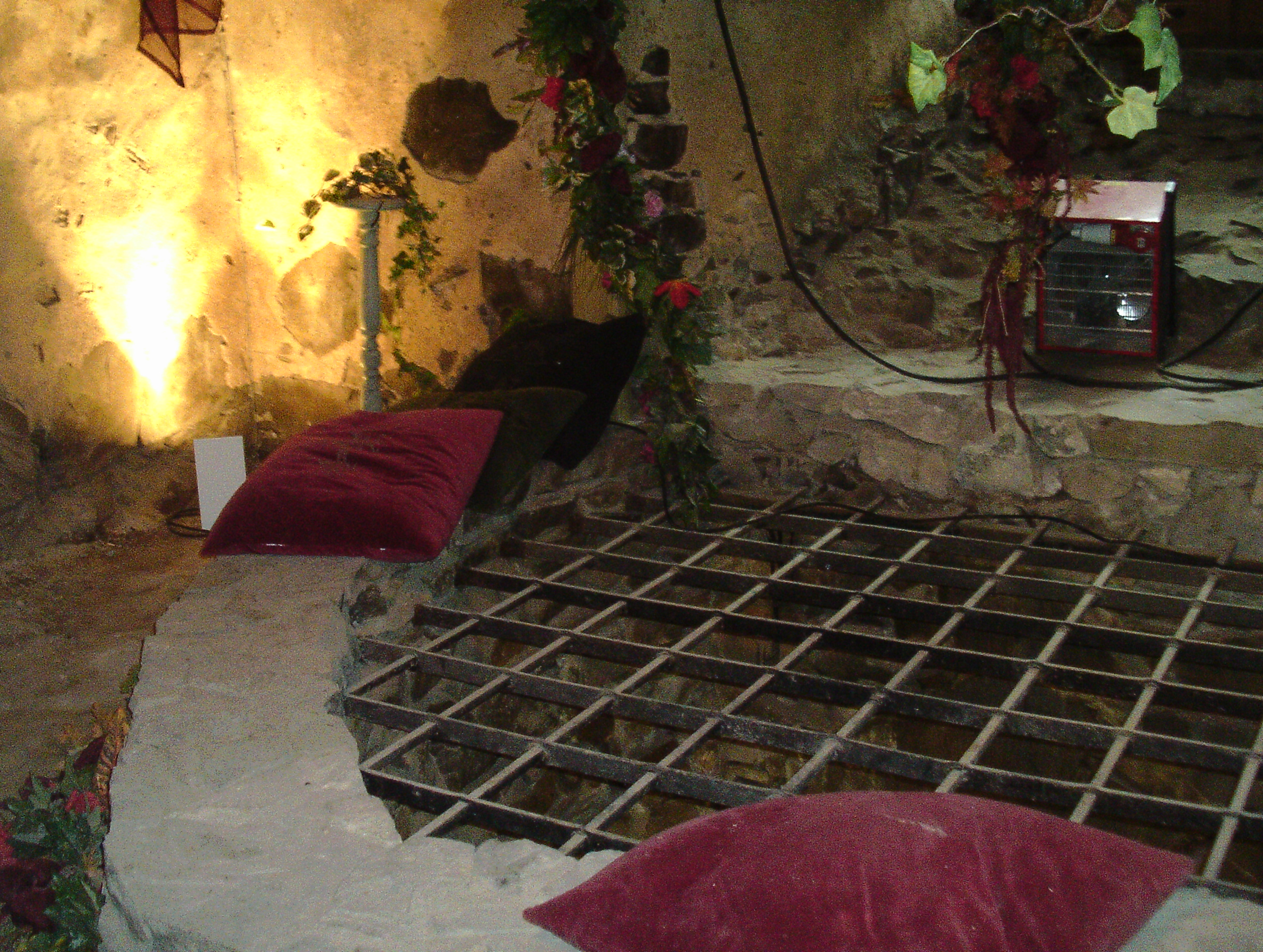
Waterput
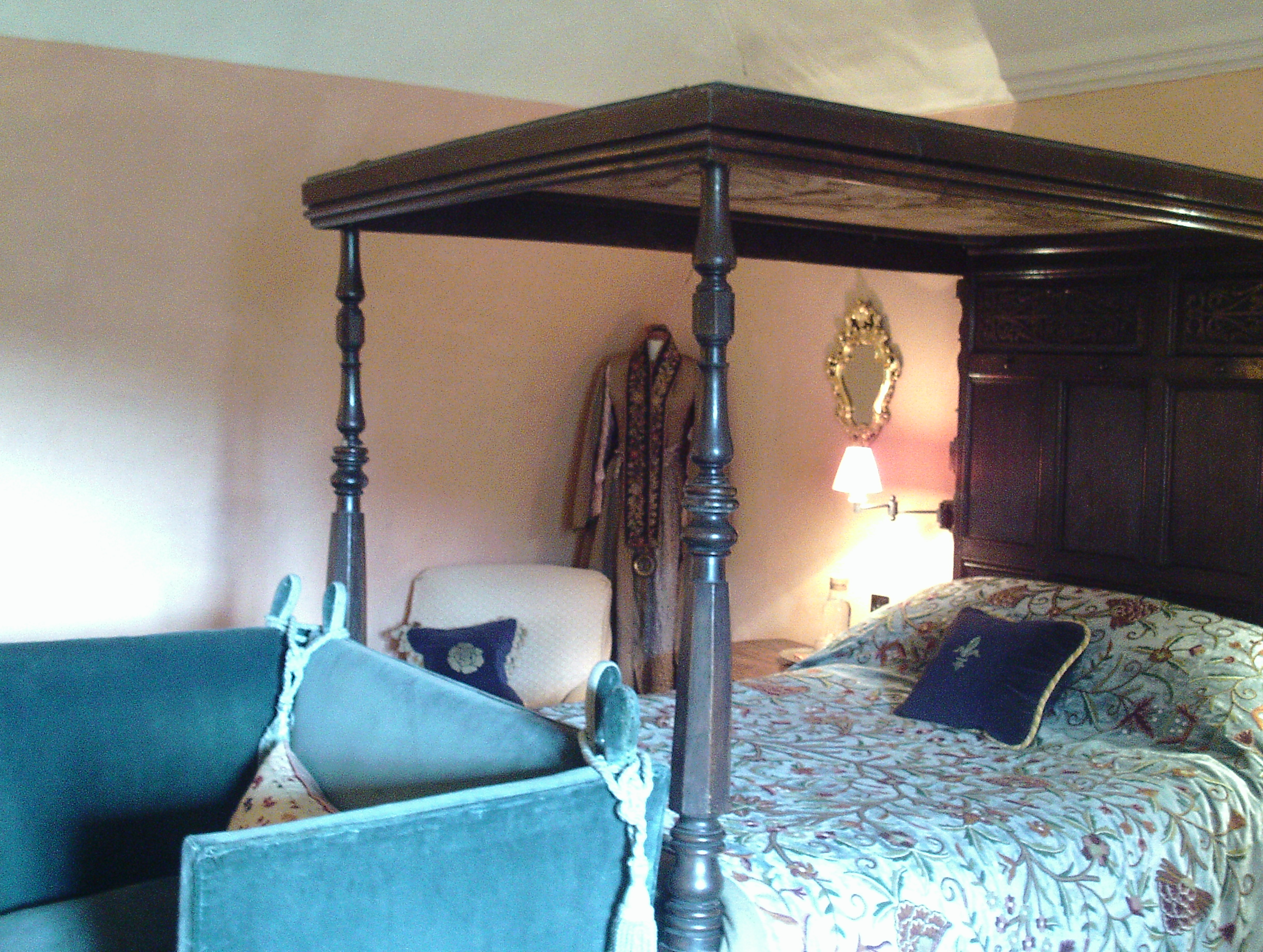
Slaapkamer
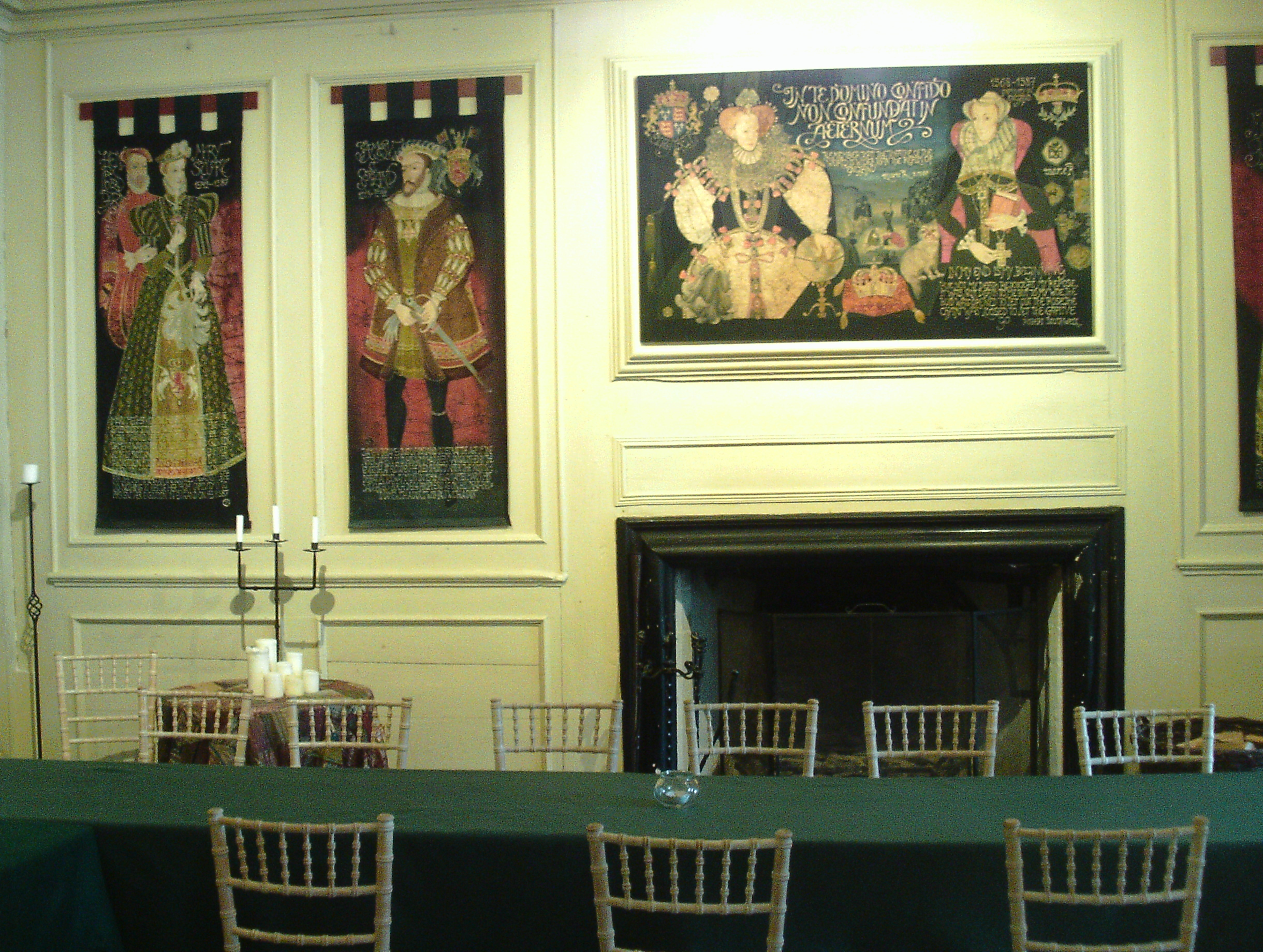
Eetzaal
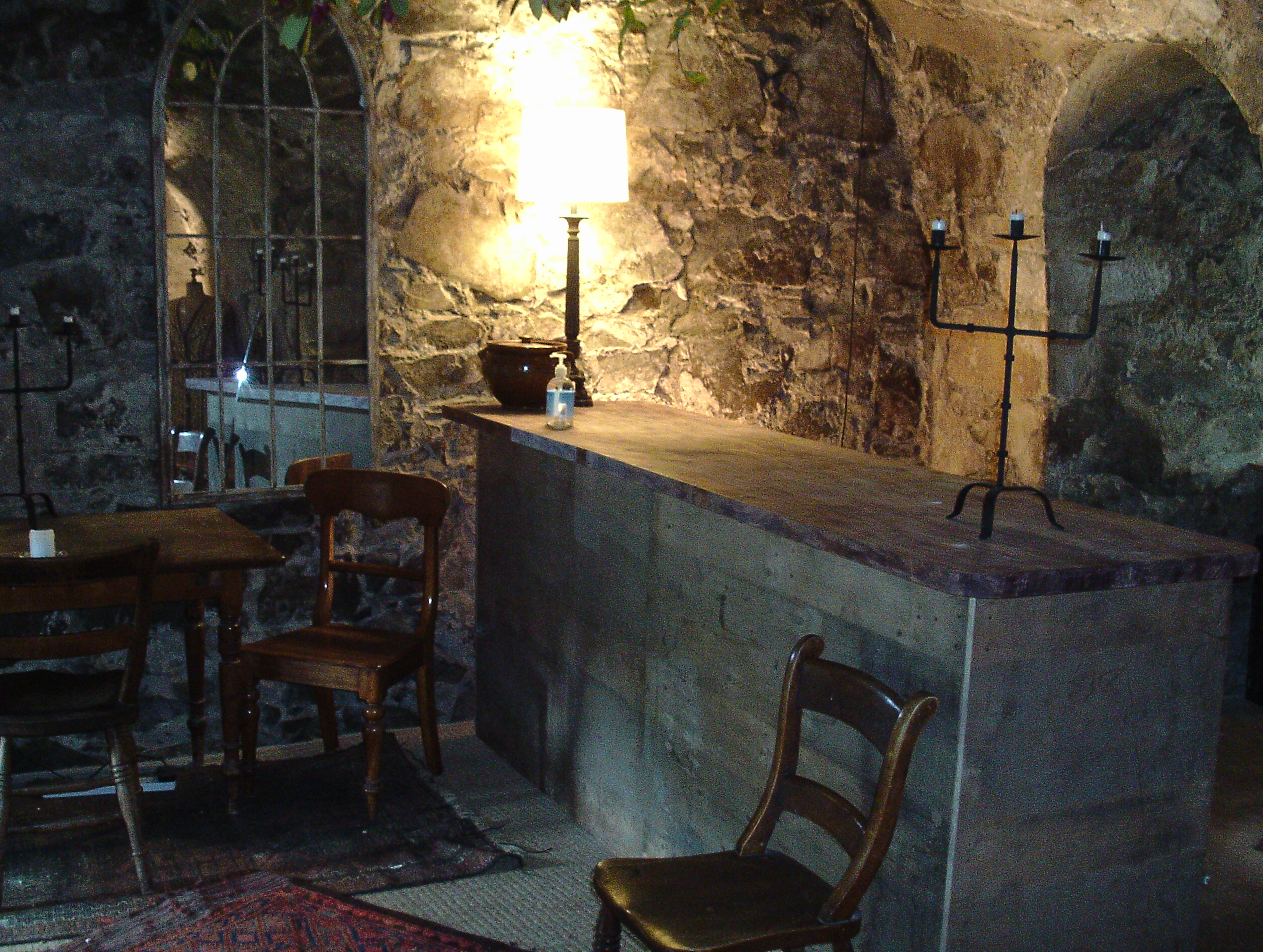
De bar